# Aleksandr Vesselovski
Aleksandr Nikolàievitx Vesselovski —rus: Алекса́ндр Никола́евич Весело́вский, també transcrit Alexander Vesselovsky— (Moscou, 16 de febrer de 1838 - Sant Petersburg, 23 d'octubre de 1906) fou un lingüista i teòric literari rus que va establir les bases dels estudis de Literatura Comparada.

## Trajectòria
Fill d'un general, va tenir com a tutor a Fiódor Busláev, i va estudiar a la Universitat Estatal de Moscou de 1854 a 1858. Després d'una breu estada a Espanya en qualitat de tutor del fill de l'ambaixador rus, Vesselovski va continuar la seva educació amb Heymann Steinthal a Berlín i Praga, i va passar tres anys treballant en biblioteques italianes. Al seu retorn a Rússia, va ser professor a Moscou i Sant Petersburg i va ser triat membre de l'Acadèmia de Ciències de Sant Petersburg el 1876.
Els primers estudis de Vesselovski en literatura medieval italiana el van portar a pensar que moltes trames i figures literàries van ser portades a Europa des d'Orient a través de l'Imperi Romà d'Orient. Examinant la literatura des del punt de vista genètic, Aleksandr Vesselovski i el seu germà Aleksei (1843-1918) van intentar construir una teoria totalitzadora sobre l'origen i desenvolupament de la poesia. El 1899, el més gran dels germans va argumentar que «la font i arrel sincrètica dels gèneres poètics» pot ser rastrejada fins als jocs populars ritualitzats i els càntics folklòrics.

## Influència
A la Unió Soviètica, Vesselovski i els seus seguidors van ser criticats per la seva «etnografisme», que permetia a l'«estudi de les fonts créixer fins a un grau d'hipertròfia, i que dissol, per tant, el caràcter específic del treball literari en una col·lecció d'influències».
Els formalistes de Sant Petersburg van compartir a grans trets una visió crítica de la teoria de Vesselovski, encara que s'ha suggerit que la doctrina de Vesselovski va ser en realitat un punt a partir del qual van evolucionar «de manera lineal, si bé polèmica».
Encara que el seu treball ha estat generalment oblidat pels investigadors occidentals (probablement per la manca de traduccions), Vesselovski ha estat considerat com «un dels estudiosos més instruïts i originals que ha donat Rusia» i «el representant més significatiu dels estudis comparatistes en l'acadèmia russa i europea del segle XIX».